# Тартуская епархия
Та́ртуская епа́рхия (эст. Tartu piiskopkond) — епархия Константинопольского патриархата, являющаяся частью Эстонской апостольской православной церкви с центром в городе Тарту, в Эстонии.

## История
Тартуская епархия была образована 21 октября 2008 года в составе Эстонской апостольской православной церкви решением Священного Синода Константинопольского патриархата.

## Храмы епархии
- Успенский собор в Тарту
- Церковь Александра Невского в Тарту
- Церковь Великомученицы Екатерины в Выру
- Храм Святой Троицы в Ныо
- Храм Преображения Господня в Мехикоорма
- Храм преп. Евфимия Суздальского и преп. Марии Египетской
- Храм Вознесения Господня в Аруссааре

## Епископы
1. Илия (Ояперв) (10 января 2009 — 17 декабря 2024)
2. Стефан (Хараламбидис) в/у (с 17 декабря 2024 года)